# نقطه مرگ

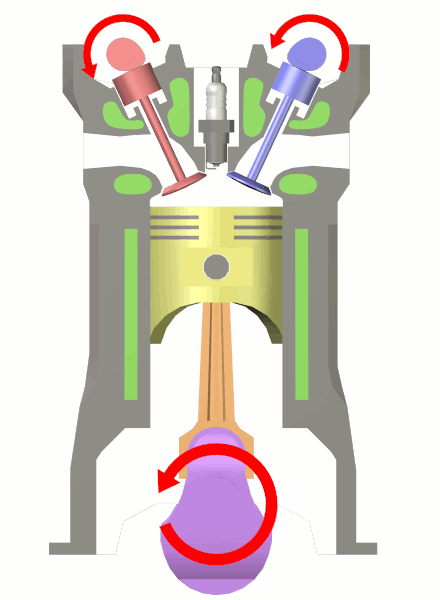
شروع چرخه یک موتور چهار زمانه

نقطهٔ مرگ (به انگلیسی: Dead centre) در موتور به نزدیک‌ترین و دورترین موقعیت مکانی پیستون نسبت به میل لنگ می‌گویند. به دورترین نقطه نسبت به میل لنگ نقطهٔ مرگ بالا (top dead center)(TDC) و به نزدیکترین نقطه نسبت به میل لنگ نقطهٔ مرگ پایین (bottom dead center (BDC می‌گویند. هیچ نیرویی که منبع آن از میل لنگ نباشد، قادر به حرکت دادن پیستونی که دقیقاً روی نقطهٔ مرگ قرار گرفته باشد نیست.
مکانیزم متحرک لنگ متکی بر انرژی ذخیره شده چرخ لنگر برای غلبه بر نقطهٔ مرگ است. به عنوان مثال در موتورهای خطی ۴ سیلندر، وقتی پیستون‌های ۳ و ۲ به BDC می‌رسند، پیستون‌های ۱ و ۴ هم به TDC می‌رسند (در موتورهای خطی ۴ سیلندر، دو پیستون بیرونی نسبت به دو پیستون میانی (و برعکس) آیینه‌وار حرکت می‌کنند). در این حالت که باید در سیلندرهای ۱ و ۴ احتراق صورت گیرد و پیستون‌هایشان به عقب رانده شود، به علت قرار داشتن آنها در نقطهٔ مرگ، نیروی انفجار سوخت محترقه بی اثر خواهد بود و باعث راندن پیستون‌ها به عقب و در نتیجه چرخش میل لنگ نخواهد شد؛ بنابراین موتور از چرخش بازایستاده و خاموش می‌شود. به همین علت به این موقعیّت‌های پیستون، نقطهٔ مرگ می‌گویند. اما چرخ لنگر، جلوی این واقعه را می‌گیرد. بطوریکه انرژی ذخیره شده در چرخ لنگر باعث می‌شود که در این حالات خنثی، میل لنگ از چرخش نایستد و پیستون کمی از نقطهٔ مرگ فاصله بگیرد تا نیروی حاصل ازاحتراق سوخت بتواند پیستون را به عقب براند.
|  |  |  |  |
|  |  |  |  |